# گاگش
گاگش اسم روستایی از روستاهای بخش خلیفان در شهرستان مهاباد است. این روستا به دو روستای گاگش علیا و گاگش سفلی تقسیم می‌شود.
جمعیت این روستا بالغ بر ۶۰۰ نفر است، که عمدتاً به کشاورزی و دامپروری و کار در معادن مشغول هستند.
این منطقه دارای معادن فراوانی از سنگ‌های تزئینی مانند گرانیت و سنگ‌های صنعتی مانند باریت است.